# Promised Land (Caroline du Sud)
Pour les articles homonymes, voir Promised Land.
Promised Land est une census-designated place située dans le comté de Greenwood, dans l’État de Caroline du Sud, aux États-Unis. Lors du recensement de 2020, elle comptait 378 habitants.